# Interlettre

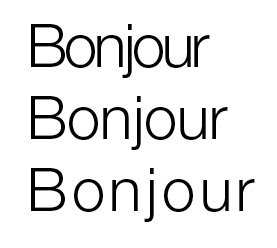
Interlettrage serré, normal et large.

En typographie, une interlettre est la mesure de l'espace visible entre deux œils successifs (le long de l'axe principal de la ligne d'écriture), généralement défini par l'éditeur de la police utilisée. C’est l’addition de l’espace après le dessin du premier premier œil, appelé « approche » finale, et l’approche initiale du second œil.
En imprimerie classique, les approches initiales et finales minimales sont souvent (mais pas toujours) incluses dans les caractères affichant ces œils afin d'éviter, lors de l'assemblage des lignes, les contacts indésirables entre les bords des œils successifs imprimés (ce qui fusionnerait les œils normalement distincts en un seul visible et pourrait conduire à des lectures indésirables, par exemple à ne pas pouvoir distinguer facilement « d » de « cl », ou bien « w » de « vv », ou encore « m » de « rn »).
Il est toujours possible d’augmenter l’interlettrage en intercalant des espaces entre chaque caractère, mais on ne peut pas toujours le réduire (sauf par surimpression). En revanche, en informatique, les logiciels permettent d’augmenter l’interlettrage, ou de le réduire au point que les œils peuvent se chevaucher.
En imprimerie ou dans des rendus informatiques avancés, on peut le réduire en utilisant le crénage, c'est-à-dire en tenant compte des espaces de largeur variable (le long de l'axe orthogonal à la ligne d'écriture) entre les bords droits et gauche non verticaux d'une paire d'œils (par exemple dans « AV », « VA », « Te », ou « nj »), à condition que chacun des caractères d'imprimerie portant un œil ne soit plus nécessairement strictement rectangulaire, afin que ceux-ci puissent partiellement s'emboîter le long de la ligne de base (cependant des approches sont encore nécessaires le long des bords variables hors de ceux parallèles à la ligne de base) et d'éviter l'apparition d'une espace de séparation des mots, par une meilleure régularisation de l'interlettrage effectivement perçu par un humain.